# Британски растителни съобщества
Британски растителни съобщества (на английски: British Plant Communities) е научна поредица от пет тома посветени на британските фитоценози. Поредицата е под редакцията на Джон Родуел и е публикувана от Кеймбридж Юнивърсити прес.
В обсега на изданията влизат всички местни съобщества, както и някои изкуствено създадени във Великобритания. Поредицата е значителен принос към природоопазването във Великобритания.
- Cambridge University Press